# マルグレーテ・サンビリア
マルグレーテ・サンビリア（デンマーク語：Margrethe Sambiria, 1230年ごろ - 1282年12月）は、デンマーク王クリストファ1世の王妃で、息子エーリク5世の未成年時の摂政。マルグレーテは、摂政として公式にデンマークを統治したことが確認できる最初の女性である。マルグレーテはまた、1266年から1282年までデンマーク領エストニアの領主であった。

## 生涯

### 出自
マルグレーテはトチェフ公サンボル2世とメヒティルド・フォン・メクレンブルクとの間に1230年ごろに生まれた。
マルグレーテは母方の祖父母メクレンブルク侯ハインリヒ・ボルヴィン2世とスウェーデン王スヴェルケル2世の娘クリスティーナを通してデンマークとつながりがあった。マルグレーテの名は北ドイツおよびポーランドではまだ珍しかったが、母方のスカンディナヴィアの親族にちなんで名付けられた。その名は11世紀のインゲ1世の家族から見られるようになり、叔母シュヴェリーン伯妃（母の姉妹）や大叔母のリューゲン公妃（祖母クリスティーナの姉妹）にも同じく名付けられていた。

### デンマーク王妃
1248年、マルグレーテはデンマーク王ヴァルデマー2世とベレンガリア・デ・ポルトゥガルの息子クリストファと結婚した。夫クリストファは1252年にデンマーク王位を継承した（クリストファ1世）。マルグレーテは夫と共に戴冠した。
マルグレーテは王妃の頃にすでに政治に関与していたといわれている。夫の治世の間に、王権からの教会の独立性と独自の軍隊の保持を求めるルンド大司教ヤコブ・エアランスンと王との間で対立が起こり、結果として大司教が拘束された。この対立がマルグレーテの摂政就任につながった。

### 摂政
夫クリストファ1世は1259年5月29日に死去したが、毒殺されたと噂された。息子エーリク5世はまだ幼く、1264年にエーリク5世が成年に達するまでマルグレーテが摂政をつとめることとなった。これまでデンマークでは王妃や王太后が摂政としての権限を公式に持ったことはなく、マルグレーテの摂政就任は前例のないことであった。
摂政としてマルグレーテは、ルンド大司教ヤコブ・エアランスンとの未解決の対立に直面した。マルグレーテは自信の摂政の立場を確固たるものとするため、ルンド大司教を解放せざるを得なかったが、大司教をデンマークから追放することで教会権力と王権との衝突を回避した。王権からの教会の独立の問題は息子エーリク5世の成人から数年後まで解決しなかったが、マルグレーテは解決に向け教皇と交渉を続け、それはマルグレーテが摂政から退いた後も続いた。
マルグレーテはまた、夫の兄アーベルの息子たちによる王位継承権の要求に対し、息子の王位を守らなくてはならなかった。アーベルの息子たちの要求は、アーベルの王妃であったメヒティルト・フォン・ホルシュタインによって起こされたものであり、また同じく夫の兄であったエーリク4世の4人の娘ソフィア、インゲボー、ユッタ、アグネスにも同様の権利があった。息子エーリク5世の即位は、長系男子優先の継承に逆らい、兄たちの子孫の継承権を無視するものであった。
アーベルの息子たちとの対立は、ホルシュタイン伯との戦争を引き起こした。1261年、ローヘゼ（Lohede）の戦いで敗北し、マルグレーテと息子エーリク5世はホルシュタイン伯により幽閉されたが、すぐにブラウンシュヴァイク公アルブレヒト1世の助けにより脱走することができた。メヒティルトとビルイェル・ヤールとの結婚や、エーリク4世の2人の娘ソフィアおよびインゲボーとスウェーデン王およびノルウェー王との結婚による同盟をマルグレーテは阻止することができなかったが、エーリク4世の残る2人の娘ユッタおよびアグネスの同様の結婚による同盟は、2人をロスキレの聖アグネス修道院に入れることで阻止することができた。
1263年、マルグレーテは教皇ウルバヌス4世に手紙を送り、女子にもデンマーク王位継承権を与えることを許可してもらい、アーベルの息子たちの王位の請求を阻止した。これはエーリク5世が嗣子なく死去した場合、エーリクの姉妹のいずれかによるデンマーク王位の継承を可能とするものであった。
マルグレーテの摂政期間に、彼女は有能で賢明な摂政であるという評判を得た。マルグレーテのあだ名である「跳ね馬（Sprænghest）」や「腹黒いグレタ（Sorte Grete）」は、彼女の意思の強い、精力的な性格を表している。

### その後
1264年、息子エーリク5世が成人し、マルグレーテは摂政の座から退いた。そしてマルグレーテ個人が所有していたファルスター島のニュークビン城に移り、そこに彼女自身の宮廷を開いた。その後もマルグレーテはデンマークにおいて政治的役割を果たし、国事に関心を持ち影響を与えた 。
1266年、エーリク5世は母マルグレーテにデンマーク領エストニアを与え、マルグレーテは生涯この地の支配者となった。マルグレーテは亡くなるまで、デンマークの地から積極的にエストニアの問題を処理した。
1270年、マルグレーテはロストックに聖十字修道院を創設し、寄付を行った。
マルグレーテは1282年12月に死去し、バルト海沿岸にあったシトー会のドベラーン修道院に埋葬された。

## 子女
マルグレーテは3人の子女をもうけた。
- マティルダ（1299/1300年没） - ブランデンブルク＝ザルツヴェーデル辺境伯アルブレヒト3世と結婚
- マルグレーテ（1306年没） - ホルシュタイン＝キール伯ヨハン2世と結婚
- エーリク5世（1249年 - 1286年）[7] - デンマーク王（1259年 - 1286年）